# Álvar Núñez Cabeza de Vaca
För andra betydelser, se Cabeza de Vaca (olika betydelser).
Álvar Núñez Cabeza de Vaca (spanskt uttal: [ˈalβaɾ ˈnũɲeθ kaˈβeθa ðe ˈβaka]
 ( lyssna)), född omkring 1488/1490/1492 i Jerez de la Frontera i Spanien, död omkring 1557−1559/1560 i Sevilla i Spanien, var en spansk upptäckare i den nya världen och en av de fyra överlevarna från Narváezexpeditionen. Han blev den 6 november 1528, den första kända europén att sätta sin fot i nuvarande Texas då han landsteg nära nuvarande Corpus Christi längs gulfkusten. Där var han under en tid fånge hos urfolksamerikanerna. Han upptäckte katarakterna vid Iguazú och utforskade Paraguayflodens lopp.

## Upptäcktsresorna till Amerika

### Första resan

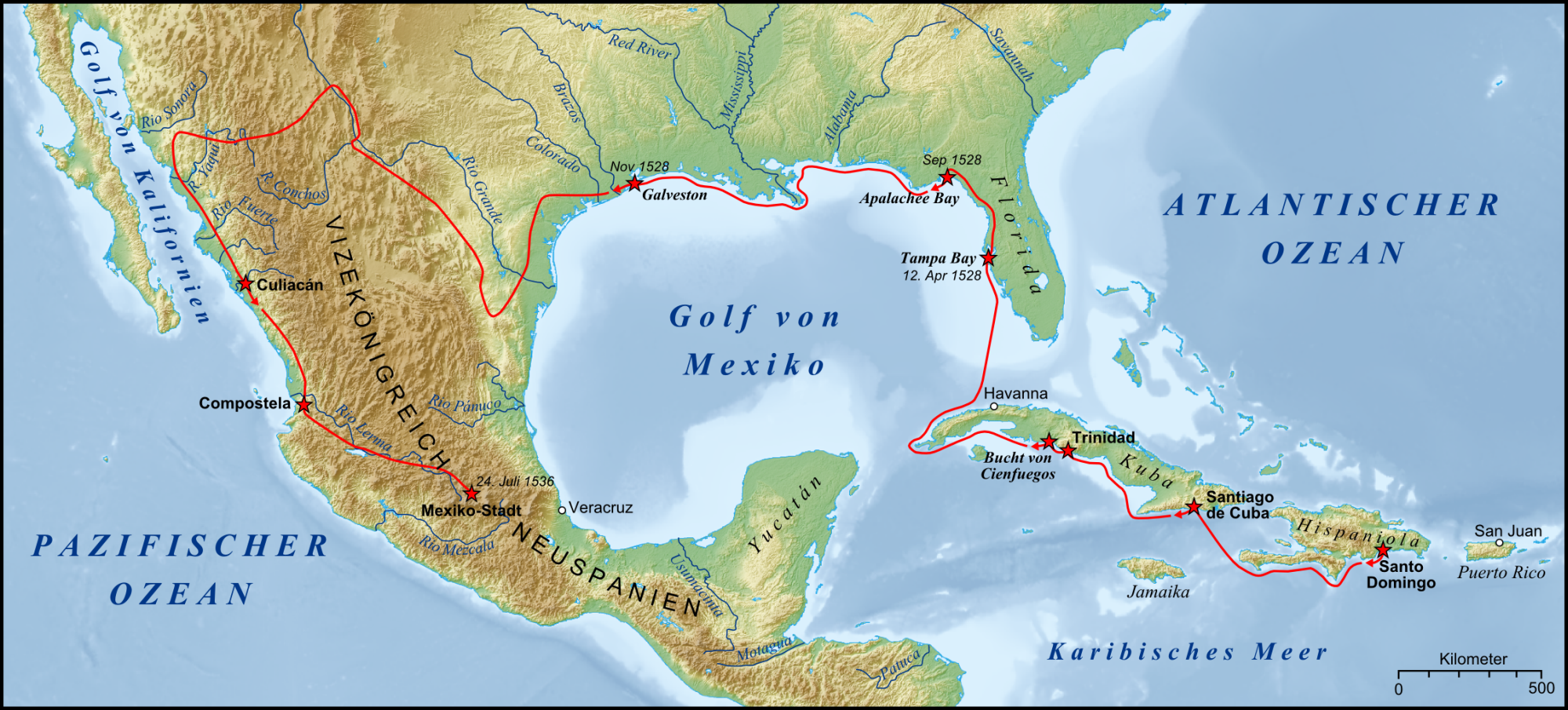
Karta över Narváezexpeditionens rutt (fram tills november 1528 vid Galvestonön), och en historisk rekonstruktion av hans senare vandringar.

Hans första resa till “Indien”, det vill säga Amerika, gick till södra delen av nuvarande USA och norra delen av Mexiko. År 1527 medföljde han Pánfilo de Narváez på en expedition till Florida, och blev en av de endast fyra överlevande av de 300 män som led skeppsbrott vid Floridas kust. Under åtta år levde de bland urfolksamerikanerna som handelsmän och kvacksalvare.
Större delen av de skeppsbrutna dog på grund av törst eller dödades av de infödda. Cabeza de Vaca blev kvar som fånge hos indianfolket Ananarivo på kusten till Mexikanska golfen tillsammans med de också skeppsbrutna Alonso del Castillo Maldonado, Andrés Dorantes de Carranza och Estebanico, som blev den förste afrikanskfödda mannen som trampade mark i Nordamerika, och fast han beskrivs som färgad var han i verkligheten berber och mor.
Av egen kraft lyckades de fly och genom att tjänstgöra bland de infödda som kvacksalvare och magiker tack vare Cabeza de Vacas medicinska kunskaper, vann de inföddas förtroende och gjorde flera upptäcktsfärder för att söka en väg att återvända till Nya Spanien genom vad som idag är sydvästra USA och “norra” Mexiko. Genom att vandra under lång tid genom det utbredda området som idag är gränsen mellan Mexiko och USA kom de till flodområdet Rio Grande (Rio Bravo). Genom att följa floden mötte de folkstammar som livnärde sig på buffeljakt med vilka de slog följe.
Till sist vid Petatlánflodens utflöde fick de 1536 kontakt med en grupp spanska upptäcktsresande i Sinaloa.
Under denna resa gjorde han de första etnografiska observationerna över en ursprungsbefolkning vid Mexikanska golfen. Han skrev en berättelse med titeln Skeppsbrott, som idag anses som den första historiska berättelsen över USA. Den publicerades 1542 i Zamora och 1555 i Valladolid. I berättelsen beskrivs hans och hans tre kamraters upplevelser när de tog sig till fots över sydvästra USA och norra Mexiko.

### Andra resan
Han återvände till Spanien 1537 och lyckades få titeln 'Río de la Platas guvernör'. För att sätta detta i verket började han sin andra resa 1540, som förde honom till den södra amerikanska kontinenten. Han upptäckte katarakterna vid Igazú, utforskade Paraguayflodens lopp och kuvade några infödda folkstammar. Men snart kom han i konflikt med de spanska kolonierna som hade etablerat sig sedan tidigare, under ledning av Domingo Martínez de Irala. De avvisade hans auktoritet som guvernör och hans projekt att organisera kolonisationen av territoriet utan att ta hänsyn till de fantastiska skatter som de inföddas myter talade om.

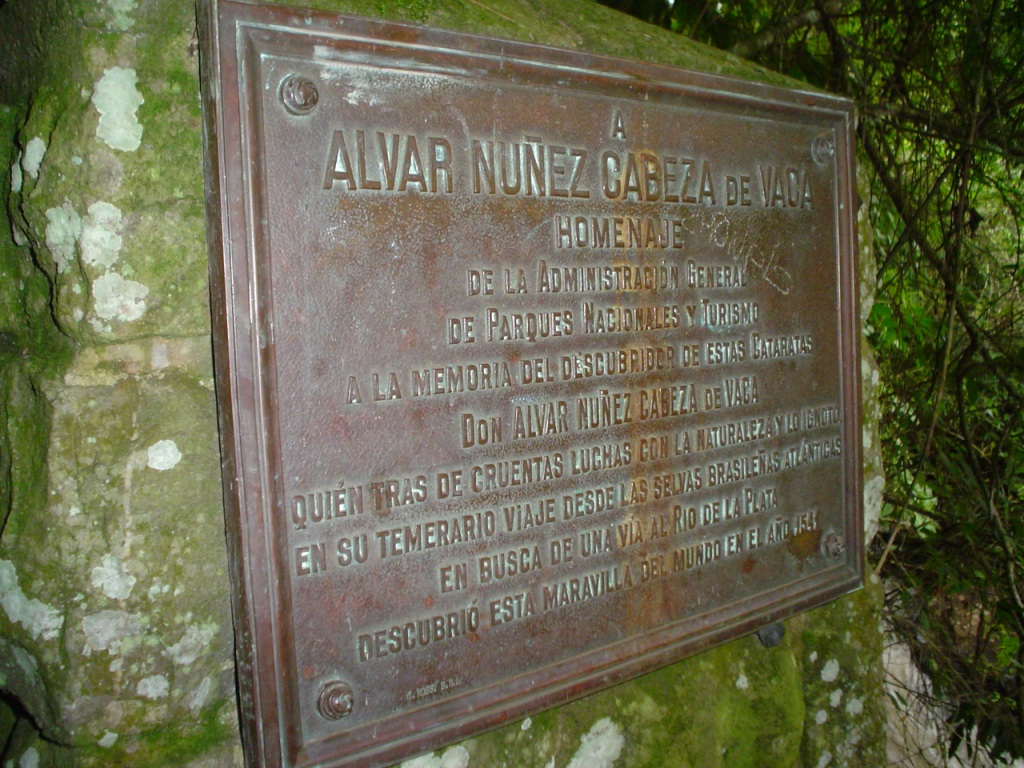
Minnesskylt över upptäckten av katarakterna vid Iguazú.

De missnöjda bosättarna gjorde uppror 1544 (första revolutionen) och skickade Cabeza de Vaca till Spanien anklagad för maktmissbruk genom förtryck av dissidenterna (som vid branden i Asunción 1543). Consejo de Indias (“Indienrådet”) förvisade honom till Oran 1545. Åtta år senare blev han benådad och etablerade sig i Sevilla som domare.

## Namnets etymologi
Namnet 'Cabeza de Vaca' betyder "kohuvud". Det gavs till hans familj på 1200-talet, när hans förfader hjälpte en kristen armé att attackera morerna genom att markera ett hemligt pass över bergen genom att lämna ett kohuvud där. I förordet till sin fantastiska berättelse som berättar om hans skeppsbrott och vandringar i Nordamerika, gör han en anspelning på sin förfaderns tjänst hos kungen, och beklagar att hans egna gärningar inte har kunnat bli lika imponerande, på grund av krafter utom hans kontroll.